# Harenkarspel
Harenkarspel (westfriesisch Harenkarspel) (anhörenⓘ) war eine Gemeinde in der Region West-Friesland in der niederländischen Provinz Nordholland. Seit dem 1. Januar 2013 gehört Harenkarspel zur Gemeinde Schagen. Zum Zeitpunkt der Auflösung zählte sie 16.122 Einwohner.

## Eingemeindungen; Orte
Die Gemeinde ist am 1. Januar 1990 durch Zusammenlegung der Gemeinden Sint Maarten, Warmenhuizen und der alten Gemeinde Harenkarspel entstanden.
Harenkarspel bestand aus folgenden Ortsteilen. In Klammern die ungefähre Einwohnerzahl.
- Dirkshorn (1700)
- Tuitjenhorn, einschließlich Kalverdijk und Kerkbuurt (3600)
- Waarland (2300)
- Warmenhuizen, einschließlich Schoorldam (teilweise) und Krabbendam (6400)
- Sint Maarten, einschließlich ’t Rijpje, Eenigenburg, Groenveld, Stroet und Valkkoog (insgesamt 1900)

Die Gemeindeverwaltung hatte in Tuitjenhorn ihren Sitz.

## Lage; Wirtschaft
Die ehemalige Gemeinde liegt nördlich von Noord-Scharwoude, östlich von Zijpe und Bergen und südlich von Schagen. Die nächsten Bahnhöfe sind in Schagen und Heerhugowaard, das nur etwa 12 Kilometer von Warmenhuizen entfernt ist.
Haupterwerbsquellen sind die Landwirtschaft und der Gartenbau. Aber auch immer mehr Touristen, die in ruhiger Lage übernachten wollen, während sie tagsüber das Strandleben an der nur 10 km entfernten Nordseeküste genießen oder die vielen alten Städte Nordhollands besuchen, kommen zu den vielen kleinen Campingplätzen in der ehemaligen Gemeinde.

## Namenserklärungen; Geschichte
In dieser Gegend gab es schon im 11. Jahrhundert einen ersten Deich. Das war der „Westfriese Omringdijk“, der Westfriesische Umringdeich. Jeder, der hinter diesem Deich Land besaß, war Mitglied einer „ban“, eine Gemeinschaft von Männern, die den Deich instand halten mussten. Teile dieses alten Deiches sind immer noch in der Polderlandschaft sichtbar.
- Um 1289 wurde bei Kerkbuurt, nahe Tuitjenhorn, eine Warft aufgeworfen. Das Land gehörte der Abtei von Egmond, deren Brüder es nach der Urbarmachung an benachbarte weltliche Herren und Bauer weitergaben. Die ursprüngliche Wohnsiedlung wurde später in Kerkbuurt umbenannt, der Name der ältesten Siedlung wurde der Name der gesamten Gemeinde.
- Der Name Waarland soll von waardland (Werderland) kommen.
- Tuitjenhorn wurde ebenfalls bereits 1289 als t'Uitingehorn urkundlich erwähnt. Dieser Name wird gedeutet als Landzunge (horn) bei einem Ort, wo entweder Begräbnisse stattfanden oder Recht gesprochen wurde. Beide Etymologien haben Befürworter und Gegner.
- Warmenhuizen war 1289 eine Gruppe Häuser, die einem gewissen Wermer angehörten. Mit hohen Temperaturen hat der Name also nichts zu tun.

## Politik

### Sitzverteilung im Gemeinderat
| Partei                   | Sitze | Sitze | Sitze | Sitze |
| Partei                   | 1998  | 2002  | 2006  | 2010  |
| ------------------------ | ----- | ----- | ----- | ----- |
| CDA                      | 5     | 5     | 6     | 5     |
| PvdA                     | 3     | 3     | 4     | 4     |
| VVD                      | 3     | 4     | 3     | 4     |
| Algemeen Belang          | 4     | 5     | 4     | 2     |
| Harenkarspel in Beweging | —     | —     | —     | 2     |
| Lijst Vlaar-Bergen       | 0     | —     | —     | —     |
| Gesamt                   | 15    | 17    | 17    | 17    |

## Söhne und Töchter des Ortes
- Thomas Dekker (* 1984), Radrennfahrer
- Marco van Duin (* 1987 in Warmenhuizen), Fußballspieler
- Gerard Peter Kuiper (1905–1973), Astronom